# Condado de Benton (Iowa)
O Condado de Benton é um dos 99 condados do estado norte-americano de Iowa. A sede do condado é Vinton, que é também a sua maior cidade. O condado tem uma área de 1861 km² (dos quais 5 km² estão cobertos por água), uma população de 25 308 habitantes, e uma densidade populacional de 14 hab/km² (segundo o censo nacional de 2000). O condado foi fundado em 1837 e recebeu o seu nome em homenagem a Thomas Hart Benton (1782-1858) que foi senador pelo estado do Missouri entre 1821 e 1851.